# Harry Baron
Harry Baron (21 de enero de 1944, Tel Aviv) es un escultor israelí y profesor de arte.

## Datos biográficos
Baron se educó en la Academia de las Artes de Berlín en Berlín, Alemania y sirve como jefe del Departamento de escultura en la Academia de Arte de Avni en Tel Aviv. También es el fundador de la rama israelí del Club de la Mesa Redonda. Entre sus alumnos se encuentran Nili May-Tal.
Baron es un escultor consumado y ha expuesto de forma individual en múltiples ocasiones, tanto en Israel como en el extranjero, incluyendo una exposición con el pintor Joan Miró.[cita requerida] Estuvo a cargo de crear arte público en ciudades de todo el mundo, incluyendo Tel Aviv, Jerusalén, Berlín, Bremen, Tokio, y en otras ciudades de Japón y los Estados Unidos. Entre sus obras se encuentra la escultura de fundición en metal titulada La familia, finalizada en 1980. 
Ha recibido numerosas distinciones, entre ellas: President-Honorable, Round Table Israel; Knight of Round Table, Great Britain and Ireland; y la American Israeli Cultural Foundation Scholarship